# Red Alert (gruppo musicale)
I Red Alert sono stati un gruppo punk/oi! britannico, formatosi a Sunderland, in Inghilterra, nel maggio 1979. La band era costituita da un quartetto che ha registrato tre album in studio, ed è apparso in numerose compilation, tra cui Punk And Disorderly (Abstract Records, 1981) e Carry On Oi! (Secret Records, 1981). I tre album della band hanno raggiunto la UK Indie Charts Top 30. I Red Alert si sono sciolti nel 1985, riformandosi quattro anni più tardi, e hanno continuato occasionalmente a fare tour e registrazioni.

## Storia della band
La line-up originale dei Red Alert era composta da:
- Steve 'Cast Iron' Smith (voce);
- Tony Van Frater (chitarra);
- Gaz Stuart (basso);
- Dona (batteria).

Debuttarono nell'estate del 1979 a Sunderland, eseguendo soprattutto cover dei Clash e degli UK Subs. Il loro primo album Third And Final è stato un EP autoprodotto, composto da quattro tracce, di cui sono state stampate solo 250 copie vendute ai concerti. Con l'arrivo del nuovo batterista Mitch la band ha prodotto il suo secondo EP In Britain, e ha registrato due brani per la compilation Carry On Oi!, uno solo dei quali, «SPG», fu inclusa. Da allora Gary Bushell, della No Future Record, gli richiese di inviare il loro materiale, e nel giro di una settimana firmarono per la casa discografica.
Nel corso di due anni i Red Alert pubblicarono due EP (In Britain e Take No Prisoners). Il loro LP d'esordio fu We've Got The Power, con l'iscita del singolo "City Invasion". Composero successivamente un 12 pollici con 6 tracce dal titolo There's A Guitar Burning, questo vide un altro cambio alla batteria: Matty Forster. Nonostante il rinnovamento la band si ritrovò stanca e disillusa e si sciolse. Tony (chitarra) e Matty (batteria) continuarono a suonare in tour per qualche tempo con i Red London. 